# European Educational Publishers Group
EEPG är ett europeiskt nätverk för läromedelsutgivare, för närvarande med 24 medlemmar. Nätverket bildades 1991 för att knyta kontakter och samutveckla läromedel över gränserna i Europa, i Sverige representeras de av Natur & Kultur. Varje år utser de bland annat årets bästa läromedel, i tävlingen BELMA Best European Learning Materials Awards.